# Cultura de Namibia

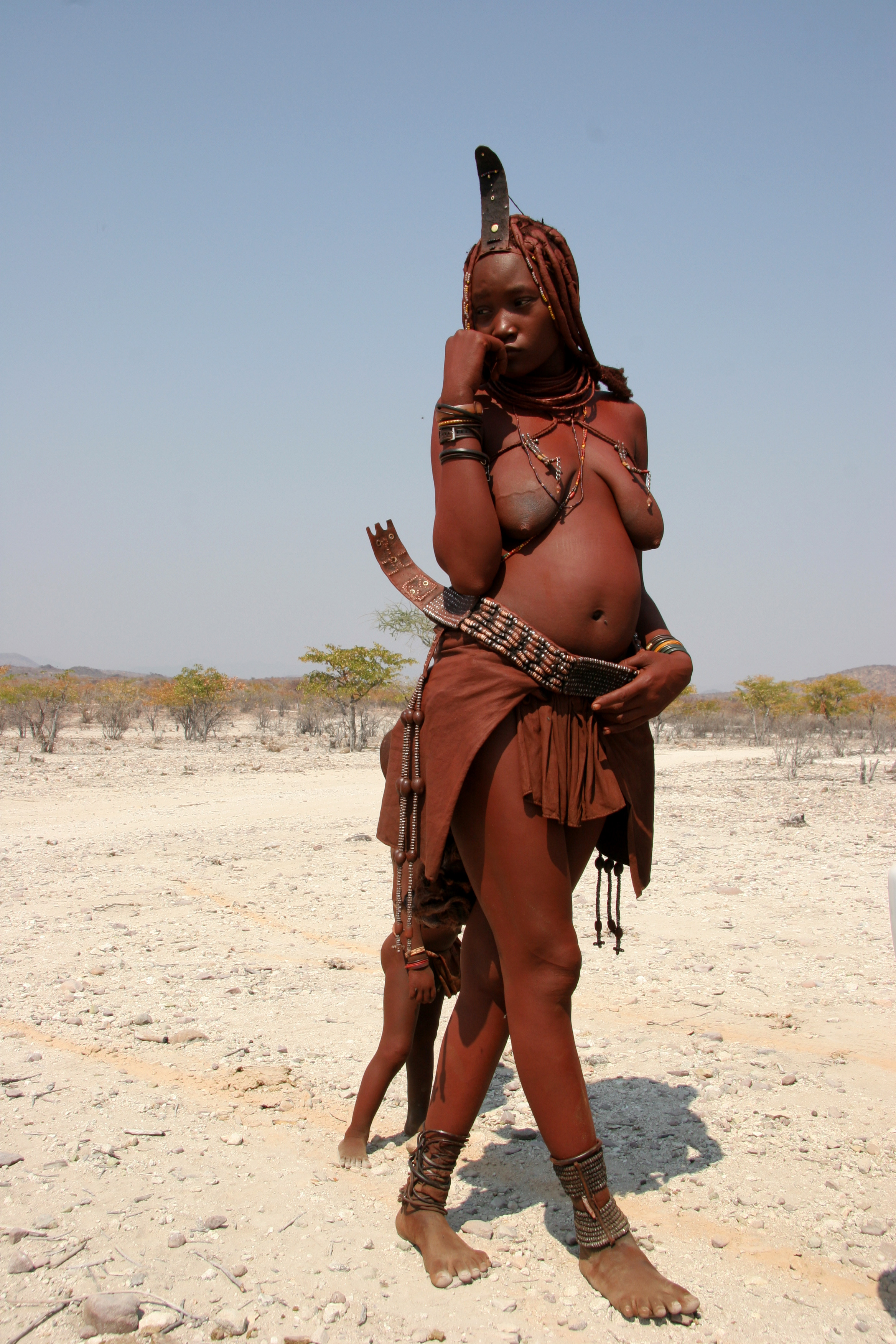
Una joven de la etnia himba en Namibia.

La cultura de Namibia es producto del aporte de los diversos grupos étnicos de pueblos originarios que se asientan en su territorio, y del aporte realizado por los inmigrantes europeos que se asentaron en el mismo a partir del siglo XVIII.
Una influencia distintiva en la consolidación de la cultura local ha ejercido el hábitat. El mismo se encuentra fuertemente marcado por el desierto de Kalahari que cubre gran parte del este de Namibia, como también el desierto de Namib una franja que se extiende a lo largo de casi toda la costa del océano Atlántico.

## Demografía

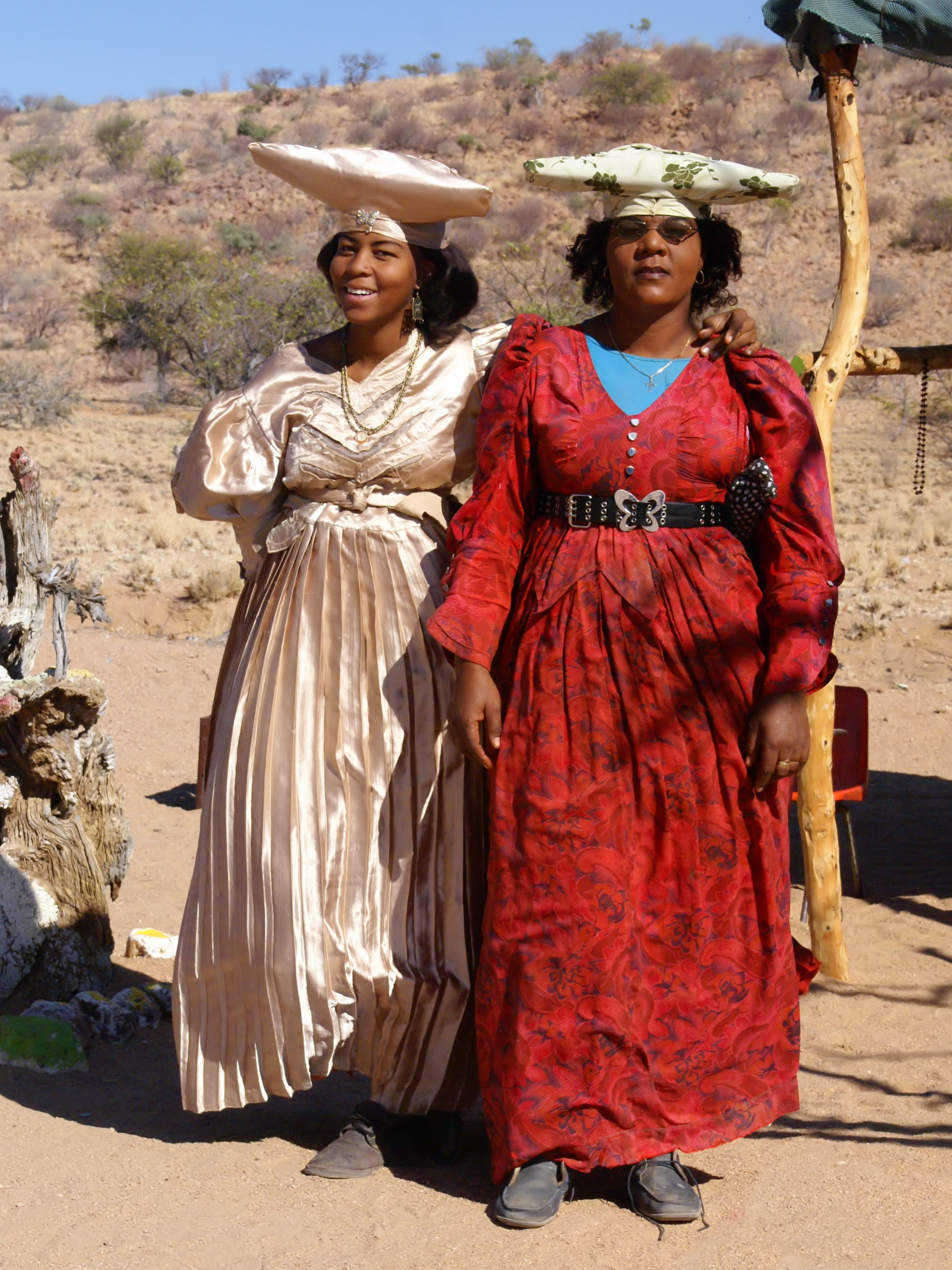
Mujeres de la tribu herero cerca de Uis, Namibia.

La población de Namibia comprende por lo menos once grupos étnicos, que abarcan desde cazadores y recolectores hasta campesinos rurales y habitantes de poblados, en el país también destacan las influencias de los colonizadores alemanes y afrikáneres. El grupo owambo compuesto por 650 000 personas es el más grande y viven en su gran mayoría en el norte de Namibia. Otras tribus con significancia son los herero, los kavango, los himba, los nama, los damara y los basters. Los san, también llamados bosquimanos, un grupo relativamente pequeño, tuvieron antiguamente su propio sistema de división de tierras y a comienzos del siglo XIX operaban una de las redes comerciales más extensas de la región anteriores a la colonia.
Entre los herero existe una costumbre denominada tjiramue; mediante la cual un hombre puede tener relaciones sexuales con sus diversas primas sin necesidad de estar casados o formar una pareja estable. De esta forma un hombre puede tener relaciones con sus diversas primas, las cuales a su vez pueden yacer con otros primos. Esta costumbre que favorece el sostener relaciones con múltiples parejas es marcada como una de las razones para el alto porcentaje de SIDA que se registra en Namibia.

## Lenguas

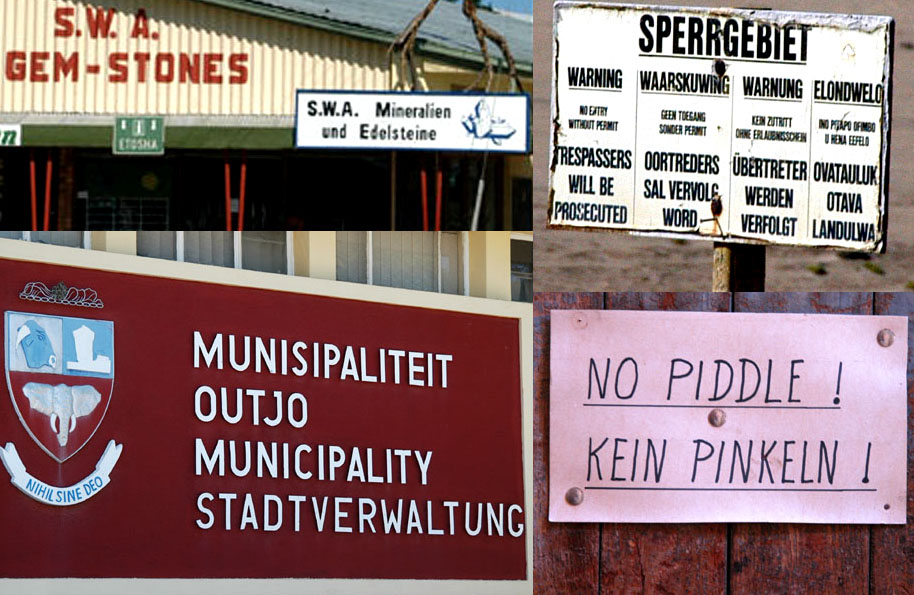
Pese a la oficialidad del inglés, Namibia es, como muestran estos ejemplos un país multilingüe en el que se habla inglés, alemán, afrikáans y oshiwambo.

El idioma oficial de Namibia es el inglés. Hasta 1990, el alemán y el afrikáans eran también lenguas oficiales. Bastante antes de que Namibia se independizara de Sudáfrica, la SWAPO decidió que el país debía ser oficialmente unilingüe. La elección pretendía conscientemente establecer un contraste con su vecino del que se percibía "una política deliberada de fragmentación etnolingüística. En consecuencia el inglés se convirtió en la lengua de Namibia. Algunas otras lenguas han recibido un reconocimiento semioficial al permitirse su empleo como medio de enseñanza en las escuelas primarias.
La mitad de los namibios hablan oshiwambo como primera lengua si bien la lengua que es más comprendida en el país es el afrikáans. Entre las generaciones más jóvenes, la lengua más comprendida es el inglés. Tanto el afrikáans como el inglés se usan principalmente como segunda lengua, reservadas para la comunicación pública, pero existen pequeños grupos que las emplean como primera lengua por todo el país.
Siendo el inglés la lengua oficial, la mayoría de la población blanca habla tanto alemán como afrikáans. Incluso hoy, noventa años después de la era colonial alemana, el alemán juega un papel principal como lengua de comercio. El 60 % de la comunidad blanca habla afrikáans, un 32 % alemán, el inglés lo habla un 7 % y un 1 % habla el portugués. Este número relativamente alto de lusófonos se explica por la cercanía geográfica con Angola.

## Artes
Si bien en el país se encuentra en desarrollo una tradición literaria, en cambio la música, la danza, y las artes arquitectónicas y visuales se encuentran sumamente arraigadas en la cultura local. Los músicos primigenios de Namibia fueron los san, cuya música emula los sonidos de los animales y es tocada para acompañar danzas y relatos. Los antiguos nama utilizaban tambores, flautas e instrumentos de cuerdas; y el pueblo bantú que llega a la zona con posterioridad aportó marimbas, sonajeros y trompetas fabricadas con cuernos de animales. Los misioneros europeos crearon coros religiosos. El arte urbano, que desarrolla temas sobrios con un estilo colorido y liviano, comenzó en los poblados de Sudáfrica durante el período del apartheid. Este estilo ha sido adoptado en Namibia y se ha convertido en una forma de arte popular; se destacan las obras de Tembo Masala y Joseph Madisia.

## Gastronomía

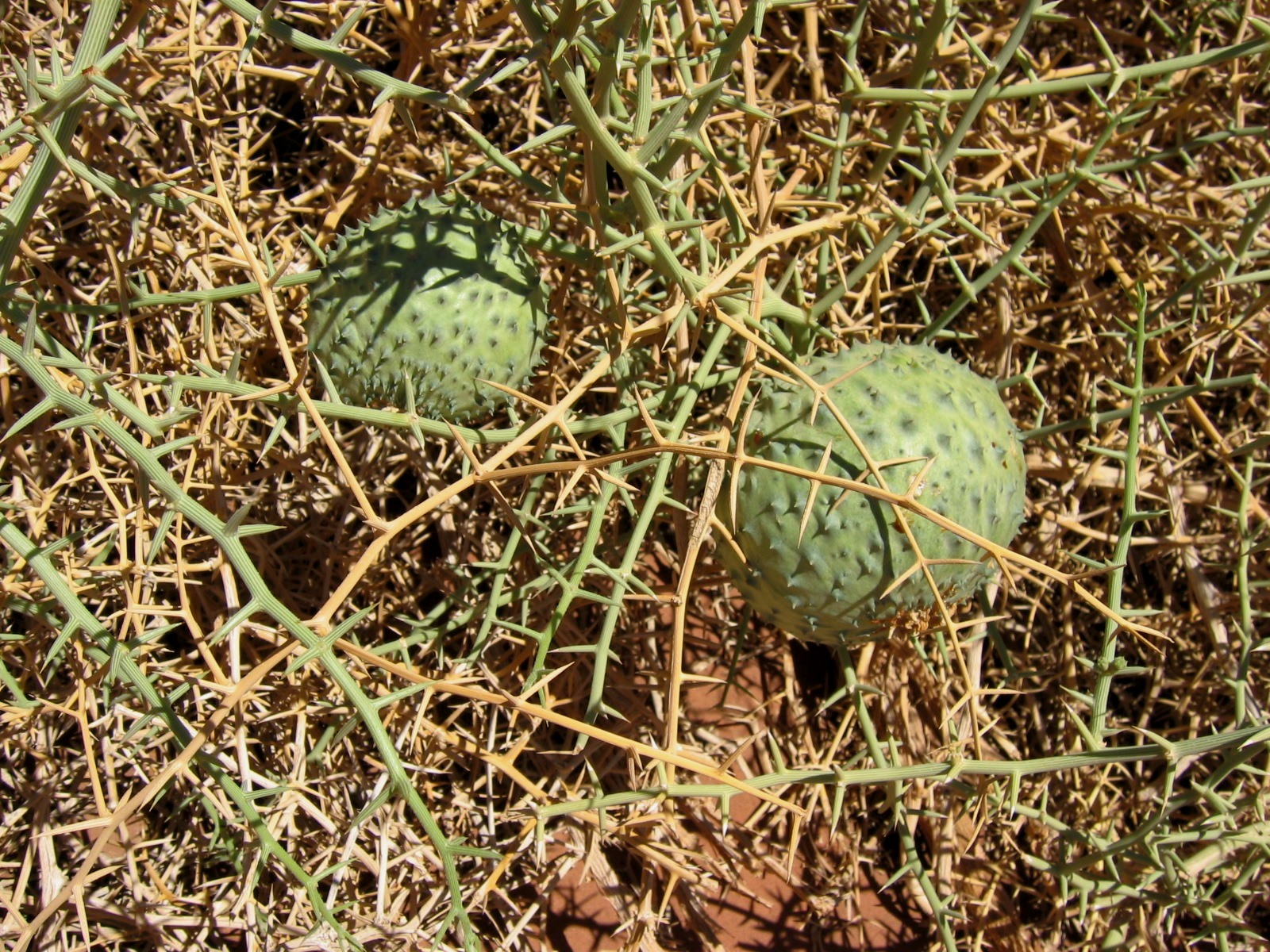
Melón nara, alimento clave para la subsistencia en el desierto.

Cada grupo étnico de Namibia posee sus propias cocciones y alimentos preferidos. El plato básico del pueblo ovambo es mielie, un potaje de harina de maíz, o mahangu (mijo), también preparado en un guiso o sopa. Tanto el mielie como el mahango son por lo general acompañados con un potaje a base de pescado, cabra, cordero, o vacuno. Los zapallos, pimientos y cebollas también son una parte importante de su dieta.
El pueblo nama originario del desierto desde siempre ha consumido al pinchudo melón nara, y su cosecha anual es un evento importante. Este vegetal que es endémico del desierto, es en gran parte el secreto de la presencia de humanos en el Namib. Los herero han subsistido principalmente mediante una dieta a base de productos lácteos tales como natas y mantequilla. El legado principal de gastronomía europea es principalmente de Alemania, una gran 'salchicha casera', panes, pasteles, frutas y fiambres.
Los brebajes y bebidas tradicionales incluyen el mataku (vino de melón) y el walende, una bebida alcohólica destilada de palma que sabe a vodka. La oshikundu u ontaku es una bebida tradicional de Namibia hecha a partir de mijo fermentado (mahangu).